# 聖約翰 (密蘇里州)
聖約翰（英語：St. John）是位於美國密蘇里州聖路易斯縣的城市。

## 人口
根據2020年美國人口普查的數據，聖約翰的面積為3.69平方千米，皆為陸地。當地共有人口6643人，而人口密度為每平方千米1,800人。